# إيلي كول
إيلي فيكتوريا كول، قالب:ألقاب تالية للاسم (من مواليد 12 ديسمبر 1991) هي سباحة بارالمبية أسترالية معتزلة ولاعبة كرة السلة على الكراسي المتحركة. بعد بتر ساقها بسبب السرطان، تدربت على السباحة كجزء من برنامج إعادة التأهيل الخاص بها وتقدمت بسرعة أكبر مما توقعه المدربون. بدأت السباحة التنافسية في عام 2003 وتنافست دوليًا لأول مرة في بطولة العالم للسباحة لذوي الاحتياجات الخاصة عام 2006، حيث فازت بميدالية فضية. منذ ذلك الحين، فازت بميداليات في بطولة بان باسيفيك للسباحة، وألعاب الكومنولث، والألعاب البارالمبية، وبطولة العالم للسباحة لذوي الاحتياجات الخاصة، وبطولات وطنية مختلفة.
بعد الألعاب البارالمبية في لندن 2012، حيث فازت بأربع ميداليات ذهبية وميداليتين برونزيتين، خضعت كول لعمليتي إعادة بناء للكتف وعادت بنجاح إلى السباحة في بطولة العالم للسباحة البارالمبية 2015، وفازت بخمس ميداليات، منها ثلاث ذهبيات. مثلت أستراليا لاحقًا في الألعاب البارالمبية في ريو دي جانيرو 2016، وألعاب الكومنولث 2018، والألعاب البارالمبية في طوكيو 2020. بفوزها بميداليتها البارالمبية السابعة عشرة في طوكيو، أصبحت كول أكثر رياضية بارالمبية أسترالية تتويجًا بالميداليات بست ميداليات ذهبية وخمس فضيات وست برونزيات من أربع دورات بارالمبية.
أُعلن أن كول ستكون مقدمة تلفزيونية للألعاب البارالمبية في باريس عام 2024.

## الحياة الشخصية
ولدت إيلي فيكتوريا كول في ليلي ديل، فيكتوريا، في 12 ديسمبر 1991. كانت والدتها وجدها سباحين وكان والدها رياضيًا. في الثانية من عمرها، تم تشخيص إصابتها بورم نادر، ساركوما عصبية ملتفة حول أعصاب ساقها اليمنى. بعد محاولات فاشلة لعلاج سرطانها بالعلاج الكيميائي، تم بتر ساقها اليمنى فوق الركبة في 14 فبراير 1994. بعد ثمانية أسابيع من الجراحة، كجزء من إعادة تأهيلها، سجلتها والدتها جيني في دروس السباحة. توقع مدربو كول أن يستغرق الأمر ما يصل إلى عام لتعلم السباحة في خط مستقيم، لكن الأمر استغرق منها أسبوعين فقط.
التحقت كول بمدرسة ماونت إليزا نورث الابتدائية ومدرسة ثانوية فرانكستون، وكلاهما في ضاحية ملبورن الخارجية فرانكستون. اعتبارًا من عام 2021، تعيش في سيدني وتتدرب في نادي نوكس بيمبل للسباحة. حصلت على درجة البكالوريوس في علوم الصحة والتمرين من الجامعة الكاثوليكية الأسترالية. كول في علاقة مع شريكتها سيلفيا سكوجناميجليو. التقيا في لندن في الألعاب البارالمبية الصيفية 2012 ولديهما طفل واحد، ابن ولد في فبراير 2024.
ظهرت كول في الفيلم الوثائقي لعام 2020 رايزينج فينيكس على نتفليكس، والذي ركز على الألعاب البارالمبية. كما أنها تدعم حملة #WeThe15، وهي حركة عالمية لحقوق الإنسان للأشخاص ذوي الإعاقة.
أعلنت كول اعتزالها السباحة في أغسطس 2022 في مواجهة في المسبح. كانت المدير العام للفريق الأسترالي في ألعاب الكومنولث للشباب 2023. في 1 أبريل 2024، تم تعيين كول في مجلس إدارة بارالمبياد أستراليا. في مارس 2024، انضمت إلى طاقم عمل الموسم العاشر من أنا من المشاهير... أخرجني من هنا!.

## السباحة
تم تصنيف كول في فئة S9 في السباحة بسبب بتر ساقها، وهو تصنيف يشمل أيضًا السباحين الذين لديهم قيود في المفاصل في ساق واحدة وأولئك الذين يعانون من بتر مزدوج تحت الركبة. بدأت السباحة التنافسية في عام 2003، وفي بطولة العالم للسباحة لذوي الاحتياجات الخاصة عام 2006 في ديربان، فازت بميدالية فضية في سباق 100 م ظهر للسيدات S9. أيضًا في عام 2006، فازت كول بسباق 100 م ظهر في بطولة تلسترا الأسترالية للسباحة. تأهلت كول لـفريق السباحة البارالمبي الأسترالي في عام 2008، وفي نفس العام، حضرت الألعاب البارالمبية في بكين حيث فازت بميدالية فضية في سباق 100 م فراشة للسيدات S9 وميداليات برونزية في سباقات 400 م حرة و 100 م ظهر.

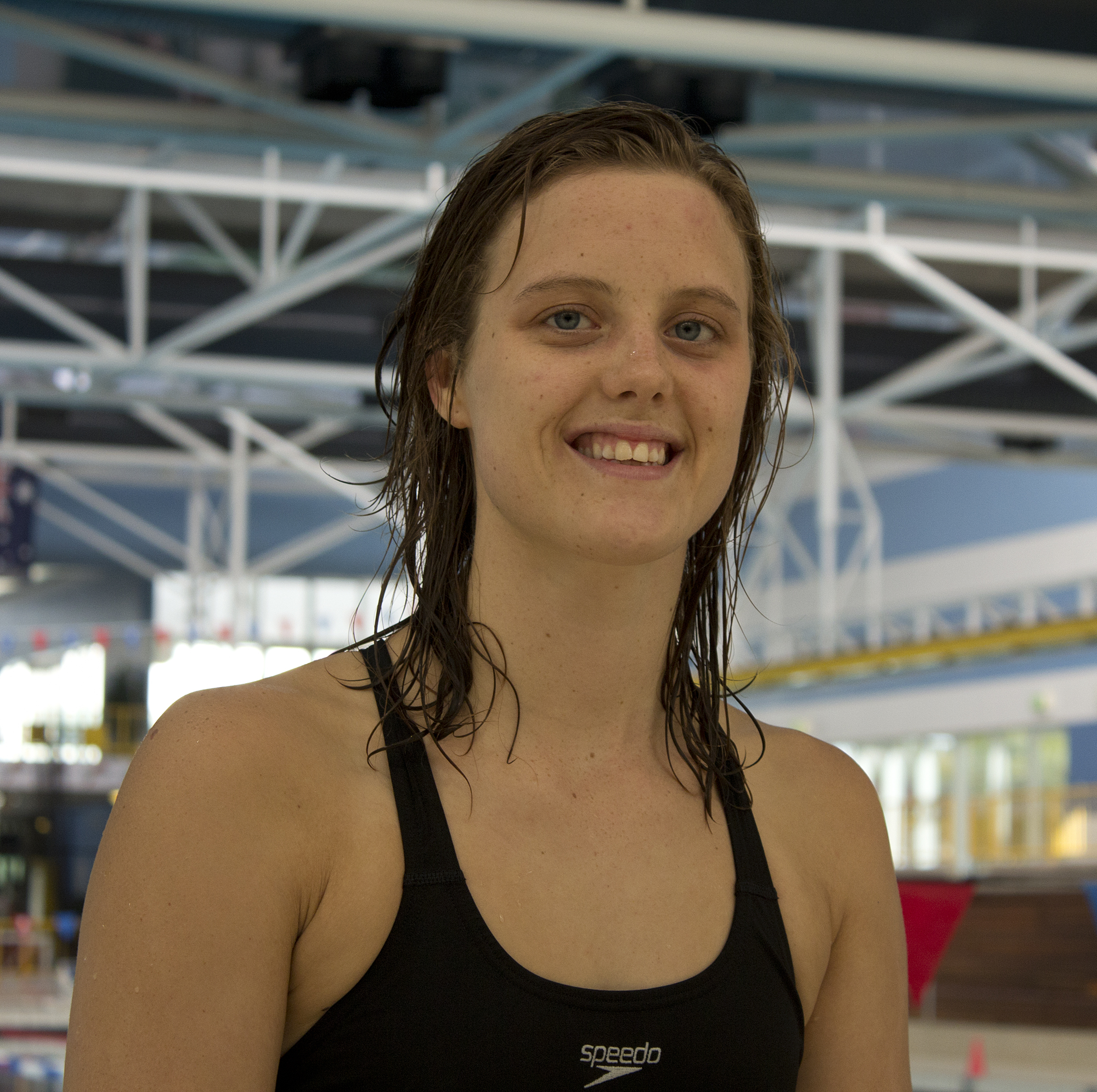
كول بعد جلسة تدريب في المركز المائي لـالمعهد الأسترالي للرياضة

في 12 أغسطس 2009، شاركت كول في سباق 100 م حرة متعدد الإعاقات في بطولة أستراليا للسباحة للمسافات القصيرة 2009 في هوبارت، حيث حطمت الرقم القياسي العالمي بزمن قدره 1:04:06. هذه البطولة هي الحدث المؤهل لـبطولة العالم للسباحة لذوي الاحتياجات الخاصة، التي يديرها الاتحاد الدولي للسباحة، المنظمة الدولية للسباحة. في نفس العام، شاركت كول في بطولة العالم للسباحة لذوي الاحتياجات الخاصة 2009 للمسافات القصيرة في ريو دي جانيرو، حيث فازت بميداليات برونزية في سباقات 100 م ظهر، 400 م حرة، 4 × 100 م تتابع حرة، و 200 م فردي متنوع.
في عام 2010 في بطولة العالم للسباحة البارالمبية في آيندهوفن، هولندا، فازت بميداليات برونزية في سباقات 200 م فردي متنوع و 400 م حرة للسيدات S9. في نفس العام، فازت بميداليات برونزية في سباقات 100 م حرة S9 و 100 م فراشة S9 في دورة ألعاب الكومنولث 2010 في نيودلهي. في بطولة بان باسيفيك للسباحة 2011 في إدمونتون، ألبرتا، كندا، فازت بما مجموعه ست ميداليات ذهبية، حيث انتصرت في سباقات 50 م حرة، 100 م حرة، 400 م حرة، 100 م فراشة، 100 م ظهر و 200 م فردي متنوع للسيدات S9. شاركت كول أيضًا في بطولات وطنية مثل بطولة أستراليا للسباحة متعددة الفئات العمرية وبطولة ولاية نيوساوث ويلز المفتوحة. تقام البطولة الأولى في كانبرا في المعهد الأسترالي للرياضة وهي مصممة لإعداد السباحين النخبة للمنافسة الدولية. ثم شاركت في بطولة ولاية نيوساوث ويلز المفتوحة 2012 في أحداث متعددة الفئات.
كانت كول حاصلة على منحة المعهد الأسترالي للرياضة. قام مدربها، غرايم كارول، بتدريبها في كانبرا استعدادًا لـالألعاب البارالمبية في لندن 2012 بنهج يجمع بين تدريب السباحة والتمارين الهوائية وتمارين الصالة الرياضية. تدربت مع تيجان فان روزمالين، وهي سباحة S13 كفيفة وصماء. تقوم كول أيضًا بتوجيه الرياضيين الشباب. عندما لم تكن في المدرسة الثانوية، كانت كول تقوم بعشر جلسات سباحة أو أكثر أسبوعيًا، ولكن أثناء الدراسة، قللت من هذا العبء. اعتبارًا من عام 2021، مدربها هو نيك دوبسون.
في الألعاب البارالمبية في لندن 2012، شاركت كول في ثمانية أحداث وفازت بست ميداليات. في حدثها الأول، 100 م فراشة S9، احتلت المركز الرابع، بينما احتلت ناتالي دو توا من جنوب أفريقيا المركز الأول. ومع ذلك، في الليلة التالية، فازت كول بسباق 100 م ظهر S9، وفازت بأول ميدالية ذهبية لها في الألعاب بزمن قياسي أسترالي. أخبرت الصحافة بأن "هذا كان هدفًا لي منذ أن كان عمري 12 عامًا وهو التغلب على ناتالي دو توا" التي كانت "مثل مايكل فيلبس السباحة بالنسبة لي، لقد كانت مرشدة رائعة وتريحني في غرفة الانتظار. إنها بطلي الأكبر." فازت كول بميدالية ذهبية ثانية في سباق 4 × 100 م تتابع حرة 34 نقطة، هذه المرة بزمن قياسي عالمي. في سباق 400 م حرة S9، هزمتها دو توا مرة أخرى، التي احتلت المركز الأول، بينما حصلت كول على البرونزية. فازت كول بميدالية برونزية ثانية في سباق 50 م حرة S9، الذي احتلت فيه دو توا المركز السابع، ثم الميدالية الذهبية في سباق 100 م حرة S9، الذي احتلت فيه دو توا المركز الثالث. اختتمت كول الألعاب، مفاجئة نفسها بميدالية ذهبية رابعة، في سباق 4 × 100 م تتابع متنوع 34 نقطة، مرة أخرى بزمن قياسي أسترالي.

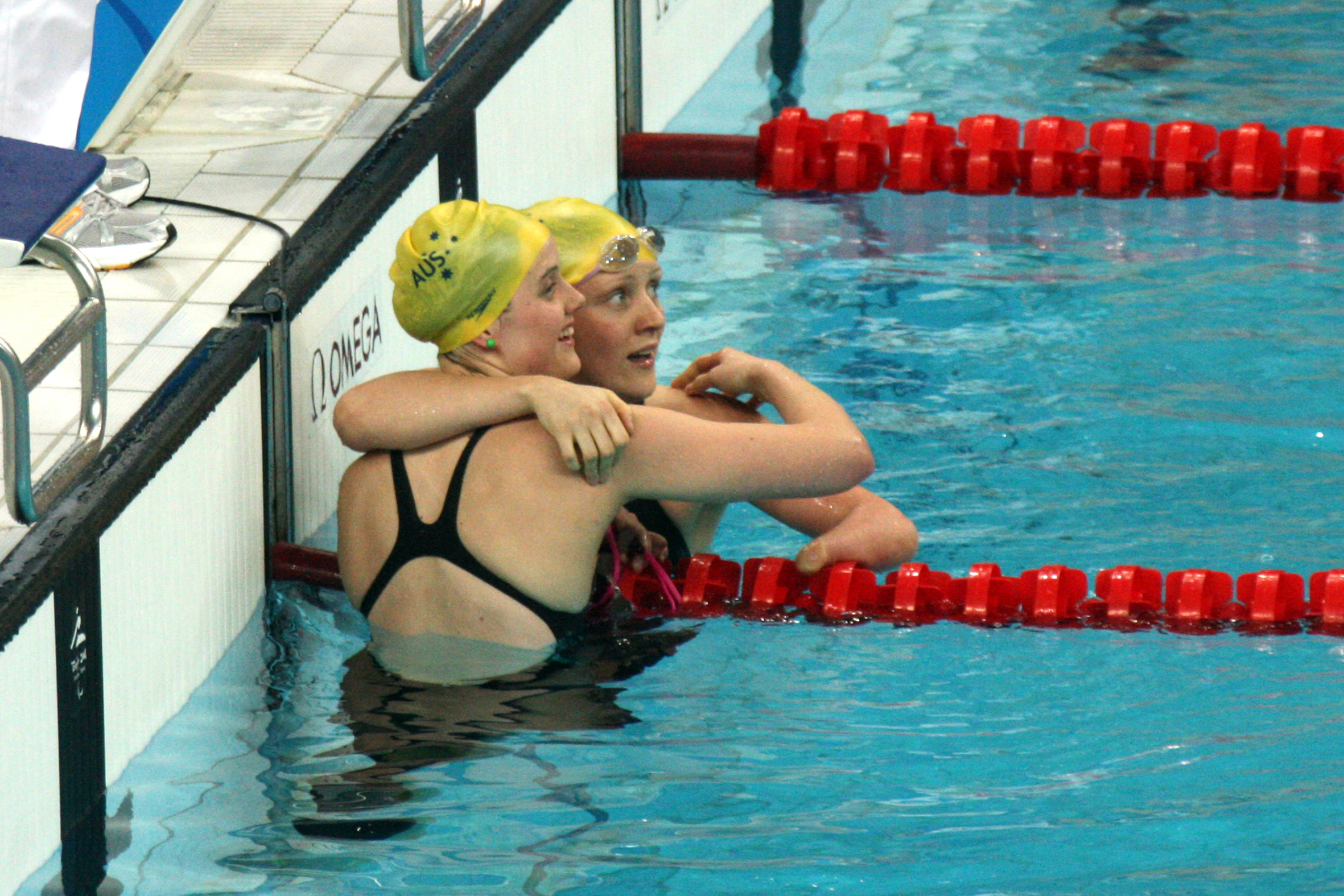
كول وأنابيل ويليامز تتعانقان في نهاية نهائي سباق 100 متر فراشة S9 في الألعاب البارالمبية في بكين 2008

بعد الألعاب البارالمبية في لندن، خضعت لعمليتي إعادة بناء للكتف هددتا مسيرتها في السباحة. في بطولة العالم للسباحة البارالمبية 2015، فازت بميداليات ذهبية في سباق 100 م ظهر للسيدات S9 محطمة الرقم القياسي العالمي في التصفيات والنهائي، وسباق 100 م حرة للسيدات S9، وسباق 4 × 100 م تتابع حرة 34 نقطة، وميدالية فضية في سباق 4 × 100 م تتابع متنوع للسيدات، وميدالية برونزية في سباق 50 م حرة للسيدات S9.
أصبحت كول أول سباحة S9 تكسر حاجز 29 ثانية في سباق 50 متر حرة بفوزها بالميدالية الذهبية في بطولة أستراليا للسباحة 2016 في أديلايد في سباق 50 متر حرة متعدد الفئات. زمنها البالغ 28.75 حطم الرقم القياسي العالمي لـناتالي دو توا البالغ 29.04.
في الألعاب البارالمبية في ريو 2016، فازت كول بميداليتين ذهبيتين في سباق 100 متر ظهر للسيدات S9 وسباق 4 × 100 تتابع حرة للسيدات 34 نقطة، وثلاث ميداليات فضية في سباقات 50 متر و 400 متر حرة للسيدات S9، وسباق 4 × 100 تتابع متنوع للسيدات 34 نقطة، والميدالية البرونزية في سباق 100 متر حرة للسيدات S9. كول إلى جانب ماديسون إليوت، ولاكيشا باترسون، وآشلي ماكونيل حطمن الرقم القياسي العالمي لسباق 4 × 100 متر تتابع حرة للسيدات 34 نقطة بزمن قدره 4.16.65.
واجهت كول وقتًا مليئًا بالتحديات في الفترة التي سبقت الألعاب البارالمبية في ريو. تعكس قائلة: "كنت لا أزال أتساءل عما إذا كنت أستحق أن أكون هناك – وكنت أعلم أنني أستحق ذلك، ولكن من المدهش أنه حتى بعد مقدار التدريب النفسي الرياضي الذي تلقيته، لا تزال تلك الأفكار تتسلل إليك وتحبطك ... عادة ما يكون الرياضيون الذين يفوزون هم أولئك الذين يمكنهم وضع تلك الأفكار جانبًا، وإخبار أنفسهم بأن لديهم فرصة جيدة للفوز." في هذه الأثناء، وضعت كول تلك الأفكار جانبًا ومضت لتفوز بـ 6 ميداليات في ريو. في بطولة العالم للسباحة البارالمبية 2019، لندن، فازت بالميدالية الفضية في سباق 100 متر ظهر للسيدات S9 والميدالية البرونزية في سباق 400 متر حرة للسيدات S9.
في الألعاب البارالمبية في طوكيو 2020، فازت كول، جنبًا إلى جنب مع فريقها المكون من إميلي بيكروفت، وإيزابيلا فينسنت، وآشلي ماكونيل بميدالية فضية في سباق 4 × 100 متر تتابع حرة للسيدات 34 نقطة بزمن قدره 4:26.82، بفارق ثانيتين عن الفائزات، إيطاليا. كما فازت بميدالية برونزية في سباق 4 × 100 متر تتابع متنوع للسيدات 34 نقطة. سجل فريقها المكون من إميلي بيكروفت، وكيرا ستيفنز، وإيزابيلا فينسنت زمنًا قدره 4:55.70. بفوزها بالميدالية البرونزية في التتابع المتنوع، وهي ميداليتها البارالمبية السابعة عشرة، أصبحت كول أكثر رياضية بارالمبية أسترالية تتويجًا بالميداليات، متجاوزة الرقم القياسي السابق الذي كانت تحمله السباحة بريا كوبر. تنافست كول أيضًا في سباق 100 متر حرة S9، وسباق 400 متر حرة S9، وسباق 100 متر ظهر S9. تأهلت للنهائيات في كل منها لكنها فشلت في الفوز بميدالية. في ألعاب الكومنولث 2022، برمنغهام، إنجلترا، احتلت المركز الخامس في سباق 100 متر حرة للسيدات S9.

## كرة السلة على الكراسي المتحركة

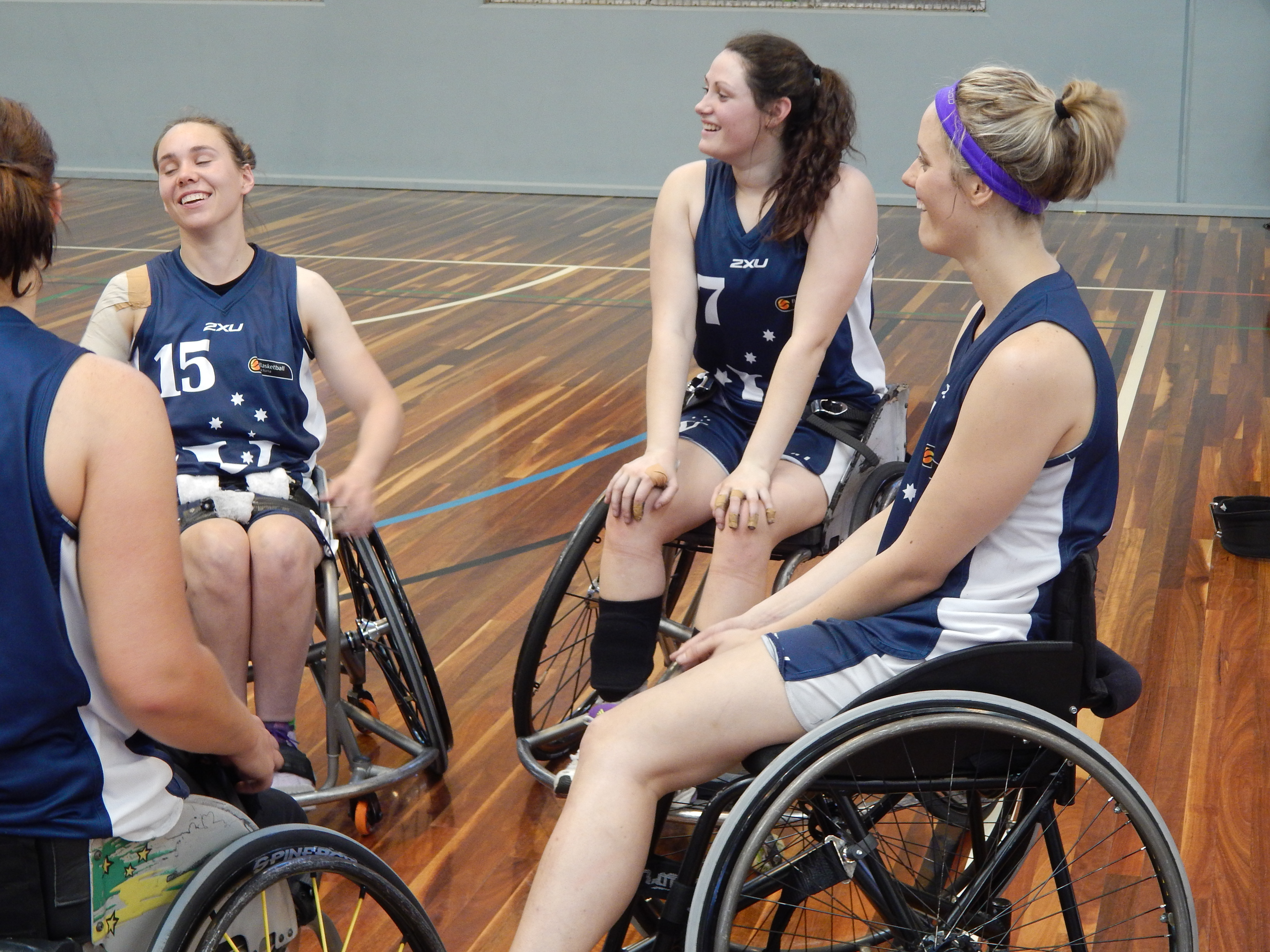
كول (يمين) مع زميلاتها في فريق كرة السلة على الكراسي المتحركة في فيكتوريا لين ديل توسو (يسار) وميل آدامز (رقم 15)

لعبت كول كرة السلة على الكراسي المتحركة لفيكتوريا في الدوري الوطني لكرة السلة على الكراسي المتحركة للسيدات في عامي 2013 و 2014 كلاعبة 4.0 نقاط، وفازت بجائزة أفضل موهبة جديدة في الدوري لعام 2013.
قالت كول في مقابلة عام 2013: "أحببت العمل في فريق لأن السباحة لا تعتبر رياضة جماعية". "أردت بالتأكيد تحديًا جديدًا، عندما تتنافس لعقد من الزمن تكون زيادات التحسين صغيرة جدًا. ومع ذلك، في كرة السلة على الكراسي المتحركة علمت أنه يمكنني تحقيق تحسينات كبيرة. لقد تم اختياري لفريق الدوري الوطني للسيدات، وهو أمر رائع، لذلك أنا في الواقع أحقق تقدمًا، وهو أمر مفاجئ. لكن قلبي بالتأكيد مع السباحة وأعتقد أنه سيظل دائمًا كذلك."

## التقدير
خلال فترة وجودها في ثانوية فرانكستون، حصلت كول على جائزة ديبي فلينتوف-كينغ لأبرز إنجاز رياضي من المؤسسة ثلاث سنوات متتالية؛ كما تم ترشيحها لجائزة أفضل رياضي بارالمبي ناشئ للعام. تم استلام الجائزة لفوزها بميدالية فضية وبرونزيتين في الألعاب البارالمبية في بكين، فضية في 100 م فراشة وبرونزية في 100 م ظهر و 400 م حرة. في عام 2009، حصلت على جائزة الإنجاز الرياضي المتميز من وزارة التعليم والتنمية المبكرة للطفولة.
في عام 2011، تم ترشيح كول لجائزة أفضل رياضي في العام من صحيفة ذا أيج في فئة أفضل رياضي من ذوي الإعاقة. في أغسطس 2011، تم التصويت لها كأفضل رياضي للشهر من اللجنة البارالمبية الدولية بعد فوزها بست ميداليات ذهبية في إدمونتون. حصلت على وسام أستراليا في تكريمات يوم أستراليا 2014 "لخدمة الرياضة كحائزة على ميدالية ذهبية في الألعاب البارالمبية في لندن 2012." في نوفمبر 2015، حصلت على جائزة أفضل رياضية للعام 2015 من مجلة كوزموبوليتان.
كانت كول حاملة علم أستراليا في الحفل الختامي للألعاب البارالمبية في طوكيو 2020. في عام 2022، حصلت على جائزة المرأة الأكثر تميزًا في الرياضة في جوائز المرأة الأسترالية في الرياضة. تم ترقيتها إلى عضو في وسام أستراليا في تكريمات يوم أستراليا 2024 لـ "خدمتها الهامة للرياضة كمدافعة عن التنوع والشمول".
حصلت على جائزة النجم الصاعد في جوائز الإعلام للجنة الرياضية الأسترالية لعام 2024.